# Colegio de la Arquitectura Técnica de Barcelona
El Colegio de la Arquitectura Técnica de Barcelona (Cateb) es un colegio profesional que representa y ordena el ejercicio de la profesión de arquitecto técnico y que promueve la arquitectura técnica en la provincia de Barcelona de acuerdo con las necesidades de la sociedad en cada momento y el marco legal que se aplica. Trabaja para promocionar técnica y económicamente, y para representar y defender los intereses de los colegiados, y para proyectar su función social. Su ámbito de actuación es el ciclo completo de la edificación, incluyendo el urbanismo y la planificación, la edificación de nueva construcción, la rehabilitación y el mantenimiento de los edificios ya existentes, teniendo en cuenta la eficiencia energética, la innovación y la sostenibilidad medioambiental.
Está presente en el territorio a través de una sede central en Barcelona y de seis delegaciones que cubren todas las comarcas barcelonesas. Integra a un colectivo formado por 8000 colegiados con titulación académica universitaria y más de 200 sociedades profesionales. Celestí Ventura i Soteras es el actual presidente. En mayo de 2017 recibió la Creu de Sant Jordi "por su compromiso de más de 75 años en la búsqueda de la excelencia en el campo de la construcción y la edificación, sumada a un firme compromiso cívico al servicio del conjunto de la sociedad. Ha mantenido una continuada implicación con la promoción profesional del colectivo que representa, apoyando la formación permanente ya la mejora técnica", según acordó el gobierno de la Generalidad de Cataluña.
En el conjunto de Cataluña hay unos 10 000 profesionales agrupados en el Consejo de Colegios de Aparejadores, Arquitectos Técnicos e Ingenieros de Edificación de Cataluña. En todo el Estado español, el colectivo supera los 50 000 profesionales.

## Historia
En junio del año 2015 se celebraron los 75 años de la fundación del Colegio Oficial de Aparejadores de Cataluña y Baleares, origen de la actual Colegio de la Arquitectura Técnica de Barcelona.

### Los primeros años (1940-1967)
Los orígenes del Cateb se remontan al 1 de julio de 1940, fecha en que se constituyó el Colegio de Aparejadores de Cataluña y Baleares. A su vez, esta entidad fue fruto de la evolución de la Asociación de Aparejadores de Obras de Cataluña, que fue fundada en 1929 coincidiendo con la Exposición Universal que se celebró en aquellos momentos en Barcelona. El año 1936 la entidad se convirtió en colegio profesional si bien no empezó a ejercer sus funciones hasta cuatro años más tarde a consecuencia de la situación política que se vivía en aquel momento. Desde el 1940 la institución y las funciones que ha desarrollado han continuado paralelas a la evolución del país y a la del sector de la construcción.
La constitución, en 1940, del Colegio de Aparejadores de Cataluña y Baleares fue consecuencia de la evolución natural de una institución anterior, la Asociación de Aparejadores de Obras de Barcelona, fundada en 1929 en una Barcelona marcada por la celebración de la Exposición Universal. Su actividad se interrumpió con el estallido de la guerra civil española, momento en el que la entidad tenía poco más de 200 socios. No fue hasta el 1 de julio de 1940, que el Colegio volvió a ver la luz pero, esta vez, integrado dentro del sindicato vertical vinculado a la Falange. Poco más de un año después y con unas finanzas precarias la entidad se trasladó a un modesto despacho situado en el tercer piso del número 9 de la Plaza de Cataluña. 
La suscripción de una póliza colectiva de seguro de accidentes con una mutua y la creación de un servicio de asesoramiento legal, ambos gratuitos, fueron dos de los logros de la misma, así como la creación de una ponencia de Cultura, desde donde se empiezan a organizar actividades que van más allá de las propias de la profesión. También corresponde a esta etapa la colegiación obligatoria, la creación de una normativa que hiciera también obligatoria la intervención de los aparejadores de las obras y la constitución de las delegaciones de Lérida, Gerona y las Islas Baleares, y de subdirecciones en Tortosa, Mahón, Figueras y Vich. Una fecha clave fue el 12 de julio de 1947, año en que se celebra la primera asamblea de colegiados en la historia del Colegio.
Es en 1966 que la sede se traslada al número 4 de la Vía Augusta, donde compró tres pisos y alquiló otro en un momento en el que el sector participaba de un fuerte impulso económico debido al estallido de la construcción promovido por causas diversas, entre las que se encontraban los procesos migratorios de la época y la entrada del turismo. En este momento, la presencia de nuevas generaciones, con más contacto con el exterior cada vez, removían con fuerza el ambiente inmovilista instalado con la dictadura franquista. 
Este anhelo de aires nuevos también sacudió los jóvenes aparejadores que se estaban formando en la Escuela de Aparejadores, los cuales, además de pedir cambios internos en la organización también reclamaban más actos culturales, actividades formativas, etc. El final de esta etapa viene marcado por la convocatoria de las primeras elecciones democráticas de la historia de la entidad que, en octubre de 1967, dieron como ganadora la primera junta democrática del Colegio, anuladas poco después por los miembros continuistas que integraban el Consejo General de Colegios de Aparejadores. La anulación no duró mucho, ya que seis meses después la nueva junta volvió a ganar en nueva convocatoria electoral.

### La transición democrática (1968-1983)
En abril de 1968, el sector renovador había ganado las elecciones pese a la tensión que provocaba una oposición promovida desde el Consejo estatal y por algunos miembros del colectivo afectos al Régimen. Aun así, se lograron varios hitos, como la celebración de coloquios -entre otros sobre los premios FAD de arquitectura, el primer Cinturón de Ronda y su incidencia en la plaza de Lesseps, o sobre la reforma de la Ley del Suelo, que contó con la participación del futuro alcalde de la ciudad, Pasqual Maragall y simposios; la creación de un nuevo Boletín del Colegio de Aparejadores de Cataluña, publicado de manera ininterrumpida hasta el año 1972, o el impulso de la revista CAU, al frente de la cual se situó el presidente Jordi Sabartés. En paralelo a las nuevas iniciativas de carácter cultural se emprendieron iniciativas profesionales, como la comisión de asalariados creada en 1971 por Josep Miquel Abad; iban tomando forma los departamentos de Información, Mutua y Profesional; arrancaba un proceso de mejora de la asesoría jurídica, y se reorganizaron los servicios administrativos y la biblioteca. Asimismo, se instauró la fiesta anual de homenaje a los profesionales con 50 años de profesión y se creó, en el año 1974, la cooperativa de consumo del Colegio.
El año 1977 se verá marcado por el establecimiento de la provincia como ámbito territorial de los colegiados, a consecuencia de los nuevos estatutos del Consejo Estatal de los colegios de aparejadores, con la excepción de la delegación de Tarragona, que ya se segregó en 1968, con la desaparición consiguiente del Colegio de Aparejadores de Cataluña.
De 1978 es la creación del Instituto de Tecnología de la Construcción de Cataluña (ITeC), que se instala en el edificio del Colegio. Sólo un año más tarde, el 24 de abril, la entidad se traslada a la que será su sede central hasta el momento. Coincidiendo con la Transición política, la ebullición de ideas y de iniciativas de todo tipo continúa con fuerza en los últimos años de esta época, como lo demuestran los seis debates que se llevaron a cabo en 1980 sobre el postfranquismo y los medios de comunicación, moderados por Manuel Vázquez Montalbán; la organización de charlas diversas a cargo de figuras políticas del momento, como Enrique Tierno Galván, Jorge Semprún, Ramón Tamames, Heribert Barrera y Miquel Roca entre otros; la edición de un nuevo boletín del Colegio, ahora con el nombre de Vista, o la creación de la Fundación de Edajub, que reuniría los jubilados de la entidad.
Ese mismo año, la crisis económica de principios de los 80 incidió en las finanzas del Colegio, lo que propició la creación de nuevas medidas para obtener nuevos ingresos, momento en el que la línea de compromiso más político dejó paso a una otra marcada por convertir el Colegio en una entidad de servicios dirigidos a los profesionales.
En este contexto, en el mes de diciembre de 1982 se publica el último número de la revista "CAU: construcción, arquitectura, urbanismo", considerada un referente periodístico y de la historia del diseño gráfico del siglo XX.

### La transformación en entidad de servicios (1984-1999)

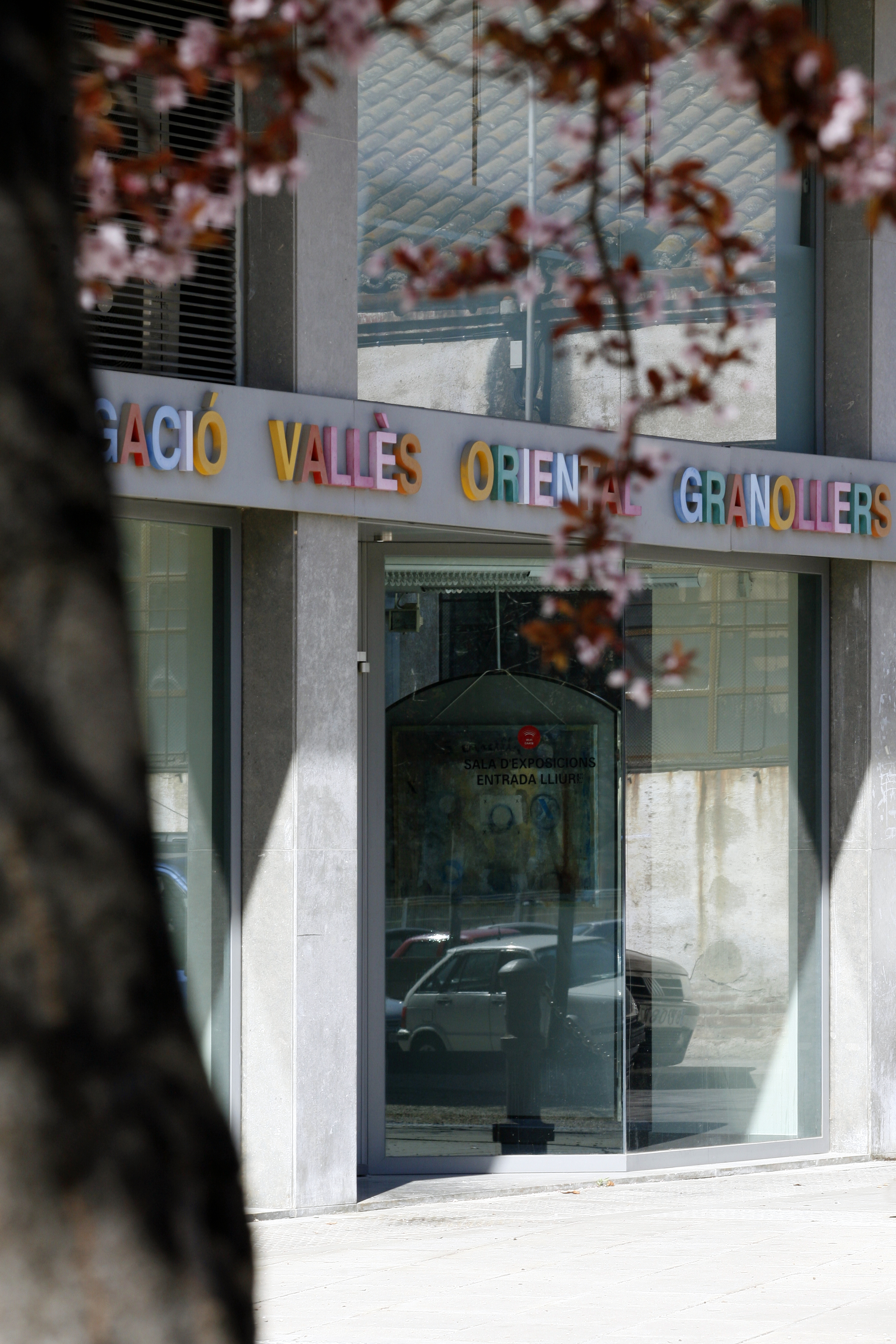
Delegación del Vallés Oriental, en Granollers, fundada en 1990.

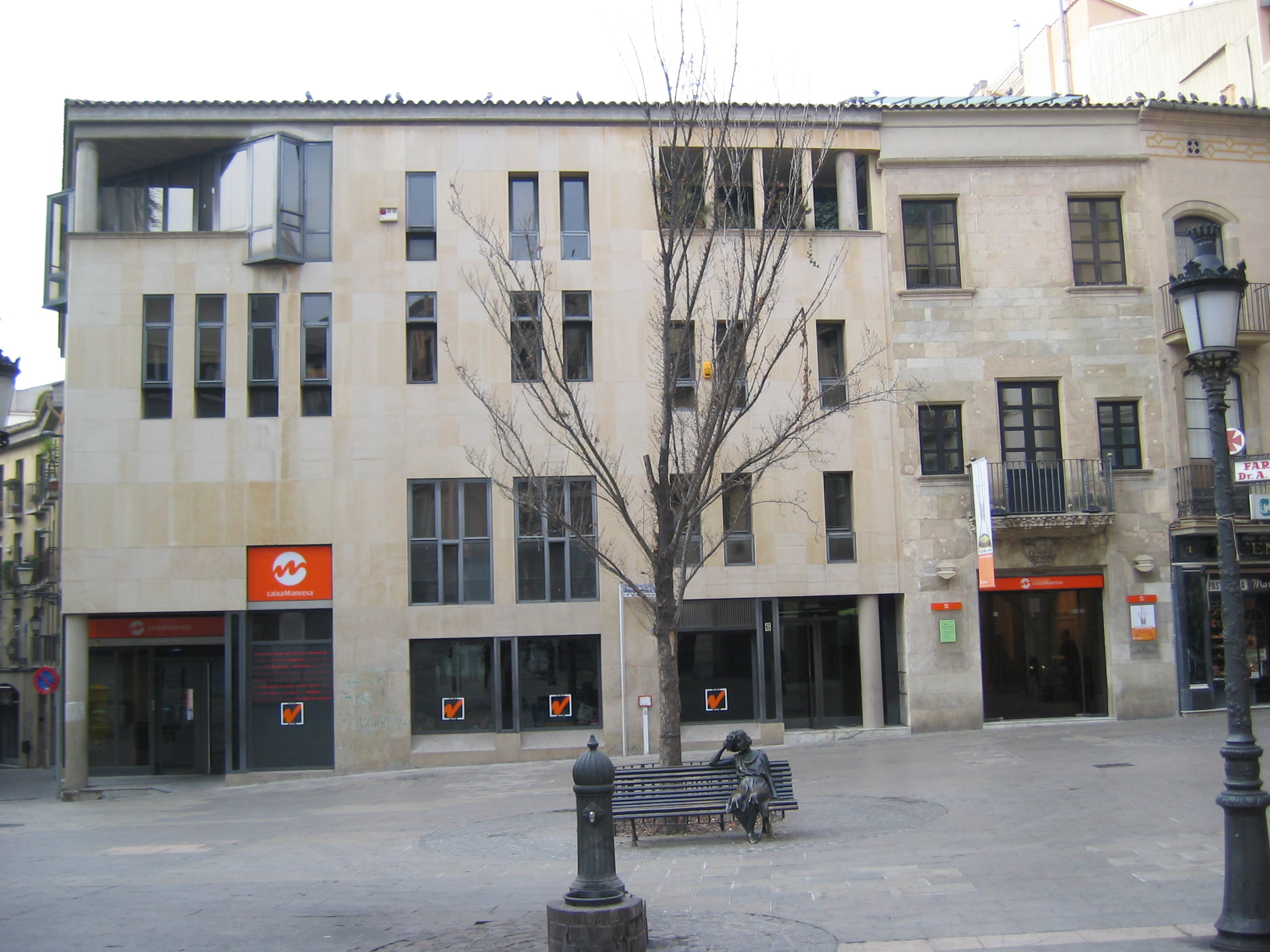
Delegación del Bages-Berguedà-Anoia, en Manresa, fundada en 1988.

Con una junta renovada totalmente el 5 de octubre de 1983 con Carles Puiggrós Lluelles a la cabeza, se acaba la etapa de la transición política y de reivindicación para dar forma a un Colegio prestador de servicios. Es en este año que se empiezan a establecer contactos con las administraciones para abordar el tema de la rehabilitación de edificios. El año siguiente se crea la delegación del visado y ejercicio profesional así como el Servicio de información y control del ejercicio, para estudiar las incompatibilidades y luchar contra los abusos de profesionales que ejercían en paralelo en las administraciones y como liberales. En esta época se impulsan las actividades culturales, especialmente las exposiciones; aparece el primer número de la revista Cuadernos; un número especial de la revista CAU que, con el título Barcelona en juego, estuvo dedicado a las obras olímpicas, y el número cero del nuevo Boletín del Colegio de Aparejadores.
En 1990 se celebra el cincuentenario del Colegio y un año más tarde se inaugura el edificio de Barcelona, reformado por los arquitectos Federico Correa y Alfons Milà, junto a los aparejadoresRafael Cercós, Rafael Carreras y Delfín López. En 1991 también es el año de la aparición del primer número de L'Informatiu, vehículo de comunicación con los colegiados que todavía se publica hoy en día.
Eran momentos de bonanza económica en los que se impulsó la informatización del Colegio y la formación de los aparejadores en herramientas ofimáticas e informáticas. Pero en esta época también corresponde el estallido de la aluminosis, lo que hizo confluir la actividad relacionada con la rehabilitación de los edificios perjudicados por este hecho y la que comportaba la actividad constructora asociada a los Juegos Olímpicos de Barcelona. Para sensibilizar a la vez tranquilizar a la población sobre la importancia del mantenimiento de los edificios se puso en marcha, con un gran impacto, la campaña La casa en Forma, con diversas actuaciones que se prolongó en los años, entre las que la difusión de casi 450 000 ejemplares de la publicación 25 consejos para mantener la casa en forma.
En 1995, las nuevas elecciones hacen presidente del Colegio a Bernat Ochoa con objetivos que incluían continuar modernizando la institución, reforzar su proyección y su compromiso con la sociedad. En estos primeros años de mandato de Ochoa se debe la firma de varios acuerdos para ofrecer a los colegiados productos y servicios, además de los propios de la profesión, en condiciones ventajosas, y el impulso de la labor de cooperación internacional con la creación de la comisión de solidaridad con el Tercer Mundo y la decisión de destinar un 0,7 por ciento del presupuesto. Además, con el nacimiento de internet los cursos relacionados con este campo se introdujeron con fuerza.
En 1999, las nuevas elecciones dejaron paso a Xavier Bardají como presidente del Colegio.

### Preparando el futuro (2000-2015)
El programa de la nueva Junta recogía el relevo anterior y perseguía continuar adaptando la profesión a los nuevos marcos social, tecnológico y jurídico; redefinir el papel de la entidad como prestadora de servicios; hacer que los diversos colectivos que utilizaban el Colegio se sintieran más identificados y satisfechos, y avanzar hacia la independencia económica. Y todo ello, en un entorno de cambios marcados por la asunción de una moneda única para algunos países europeos y por la aprobación de la Ley de Ordenación de la Edificación (LOE), importante para el sector de la construcción.
El año siguiente, el marca la presentación de la nueva imagen gráfica del Colegio, que corrió a cargo del artista Frederic Amat y del diseñador gráfico Lluís Mestres. Internamente, los sistemas de organización cambiaron, con la contratación de directores para las diferentes áreas, la introducción de la tecnología SAP para la gestión, la instauración del visado en línea y la tramitación en línea. Años más tarde, el motor de cambio se hizo patente con el plan estratégico Horizonte 2007, que, entre otros aspectos, se hicieron notar en los nuevos programas formativos inspirados en el espíritu de tratado de Bolonia. Paralelamente, con la idea de prestigiar socialmente la profesión, se emprendieron diversas acciones, como la institución de los premios Catalunya Construcció o la participación en Construmat.
El 2005 se convierte en un año de nuevos cambios con la incorporación de José Terrones al frente del Colegio. Durante los dos años que duró su presidencia se organizaron las primeras jornadas Construjove, de orientación profesional para los jóvenes estudiantes de arquitectura técnica, se publica el Código Técnico de la Edificación (CTE) y el Área Técnica del Colegio recibe un fuerte impulso. Las nuevas elecciones, dos años después, hicieron presidenta María Rosa Remolà, en un entorno que ya insinuaba la crisis económica que miraba y ante la que presentaba un programa de carácter más austero. 
Con todo, una vez confirmada la crisis se continuaron convocando los premios Cataluña Construcción; arranca la campaña El aparejador, técnico de cabecera para fortalecer la figura del profesional como rehabilitador de edificios; se publica la Guía de trabajos profesionales; avanza en la prestación de servicios al colegiado, y se presenta el Visado Digital Web, accesible desde cualquier lugar con acceso a internet y en cualquier momento.

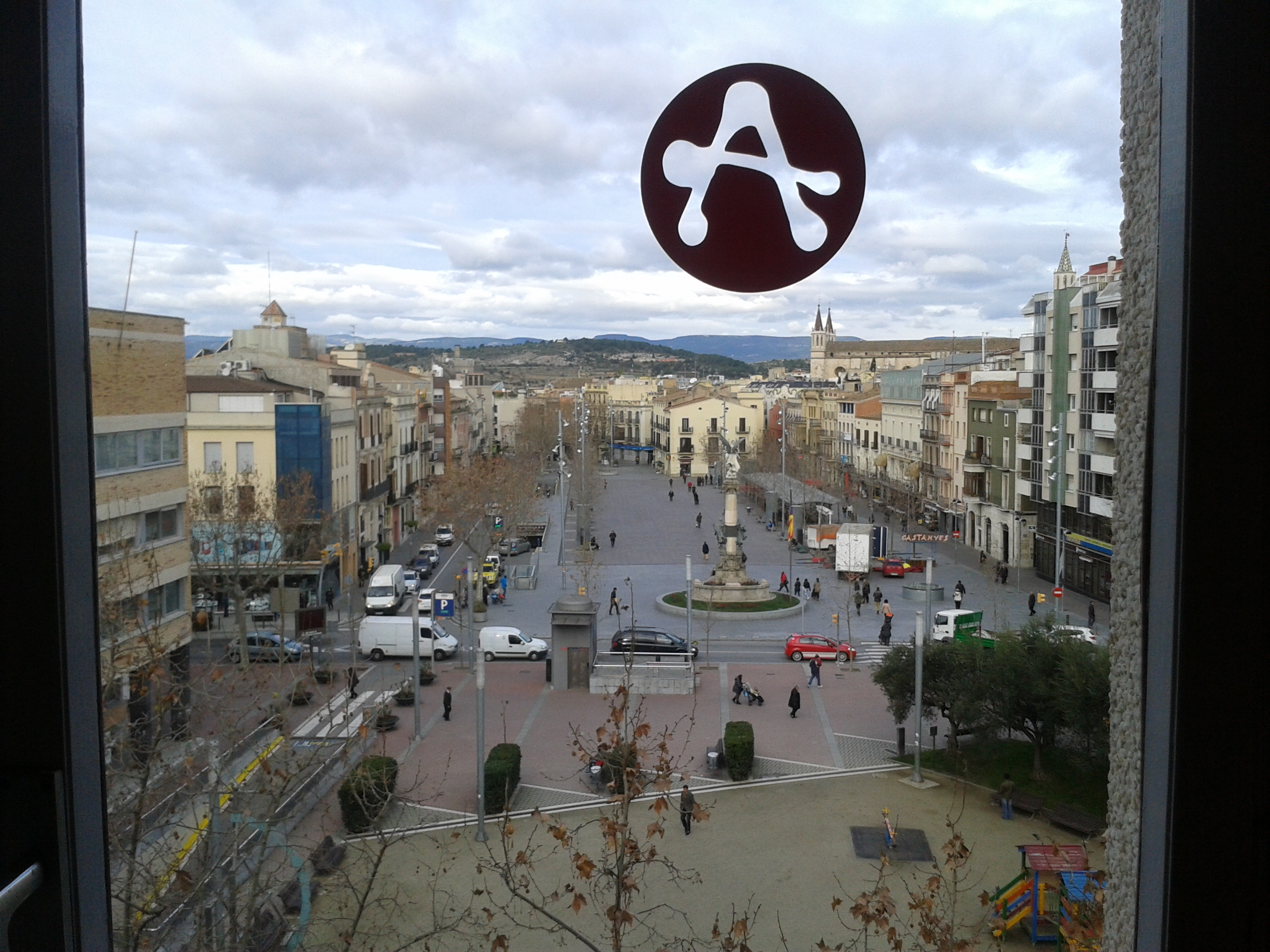
Vista desde la delegación del Alto Panadés-Garraf, en Vilafranca del Panadés. La última en fundarse, el 2012.

Con la crisis confirmada, la orientación, promoción y apoyo al profesional acontecieron fundamentales. Se incide en la internacionalización de los colegiados, con la creación acompañada de información útil y práctica para ellos de la Guía para ir a trabajar en el extranjero; es el inicio autorizar legalmente de la actividad de la correduría de seguros del Colegio, y se crea el Área Building School y la Agencia de Certificación Profesional (ACP). Durante el segundo mandato de Remolà se presenta el estudio Aparejadores 2020, que sirvió para preparar el plan de acción del 2012, en el que se priorizan las competencias profesionales, las especializaciones, la formación, la responsabilidad social y la difusión del trabajo del aparejador en el sector.
El 29 de junio de 2017, coincidiendo con el 75 aniversario del Colegio, es proclamado presidente Jordi Gosalves López.
El 8 de marzo de 2018, después del Día Internacional de la Mujer, se conmemora los 85 años en los que Elvira de Azúa Gruart se convirtió en la primera mujer aparejadora colegiada de España.  Se colegió en el CAATEEB y su familia tenía una larga tradición en el mundo de la construcción.

## Listado de presidentes (1940-2019)[15]
- Miquel Comajuan (1940-1946)
- Josep Maria Poudevida Viñal (1940-1968)
- Jordi Sabartés i Cruzate (1968-1973)
- Josep Miquel Abad (1973-1979)
- Josep Mas i Sala (1979-1983)
- Carles Puiggrós i Lluelles (1983-1995)
- Bernat Ochoa i Moron (1995-1999)
- Francesc Xavier Bardají i Ramonet (1999-2005)
- Josep Terrones i Marín (2005-2007)
- Rosa Maria Remolà i Ferrer (2007-2015)
- Jordi Gosalves i López (2015-2019)
- Celestí Ventura Cisternas[16] (2019- )

## Funciones y servicios

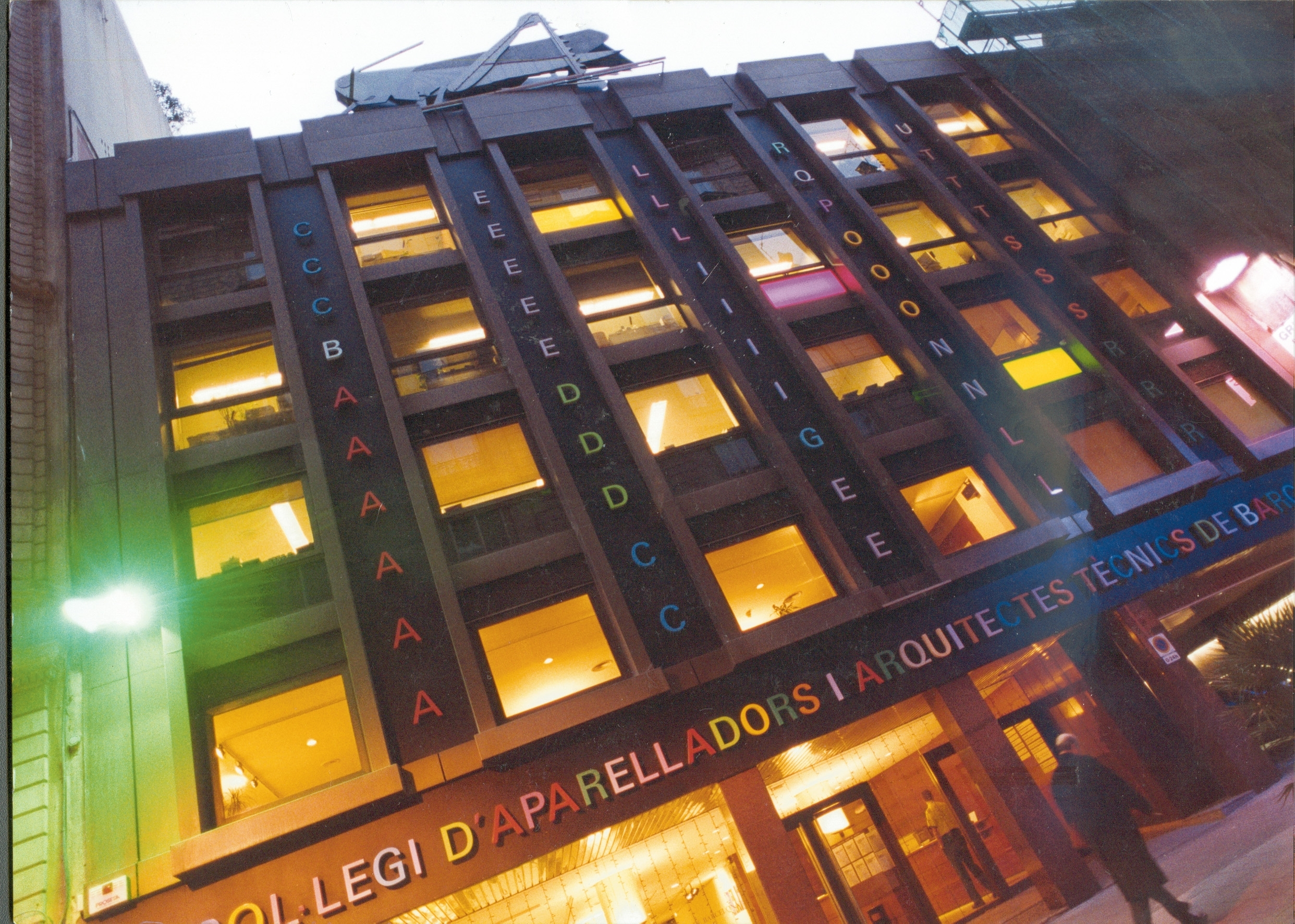
Fachada de la sede central del CAATEEB en la calle del Bon Pastor de Barcelona

A través de los numerosos servicios que proporciona, su función se centra en trabajar para que la tarea que ejercen los colegiados se adapte a las exigencias que el mercado pide en cada momento, aplicándola en la totalidad del ciclo de edificación con criterios de calidad y sostenibilidad, y con tecnología innovadora para contribuir a mejorar la calidad de vida de los ciudadanos. Además de asumir el papel de entidad de servicios para los colegiados, también lo es para el resto de profesionales y empresas del sector de la edificación, la arquitectura y el urbanismo.

### Entidad de servicios
La promoción técnica y la proyección social de la profesión han sido dos de los objetivos principales del CAATEEB a lo largo de su historia. Y en la línea de actuar como entidad de servicios, tanto para los colegiados y empresas y profesionales del sector de la edificación, la arquitectura y el urbanismo, el Colegio tiene, como tarea fundamental, el seguimiento y control de la calidad en el ejercicio de la profesión. Lo hace a través del servicio de validación y visado, que da fe de la profesionalidad del técnico y la garantiza, a la vez, frente al contratante, de la Administración y los ciudadanos. Obligatoria para algunos tipos de encargos, aporta muchas ventajas para todas las partes.

#### Servicios al colegiado
- Formación: másteres y postgrados, y formación continua. También organiza sesiones técnicas y visitas a obras.
- Bolsa de trabajo y servicio de empleo: se encargan, entre otras tareas, de buscar ofertas de trabajo tanto aquí como en el extranjero; orientar el profesional que busca trabajo; de apoyar al emprendedor; de organizar jornadas de trabajo profesional, y de buscar nuevos perfiles profesionales.
- Soporte técnico: además de atender las consultas de los colegiados, tanto presencialmente como en línea, elabora manuales, libros, documentos de interés y herramientas informáticas, organiza sesiones técnicas, jornadas informativas y debates, y dispone de un centro de documentación y de servicio de custodia documental. Junto con entidades del sector, también colabora en la elaboración de estudios y en investigación aplicada.
- Servicios jurídicos: presta asesoramiento experto y especializado en el ejercicio de la profesión a sus colegiados, gestión jurídica en la defensa de atribuciones profesionales, defensa de atribuciones profesionales, reclamación amistosa de honorarios, registro de sociedades profesionales y emisión de certificados. Además, ofrece asesoramiento fiscal general en temas relacionados con el ejercicio profesional y, en el ámbito más privado, dispone de servicios externos con precios ventajosos para los colegiados y los despachos profesionales.
- Información y comunicación: la sede del Colegio aloja la biblioteca de la construcción, con un fondo documental sobre la especialidad formado por más de 23.000 libros técnicos, más de 200 revistas especializadas, vídeos y CD-ROM relacionados con los procesos de construcción y edificación. Su catálogo en línea es de consulta pública, pero el acceso a la biblioteca está restringido a los colegiados y al resto de profesionales y estudiantes mediante tarjetas de usuario.[18] Asimismo, dispone de una revista trimestral, L'Informatiu, que informa a los colegiados de la actualidad profesional y técnica, tanto en formato electrónico como en papel, y del boletín electrónico de periodicidad semanal El 7 @ que les informa puntualmente sobre la información relativa a las actividades y las herramientas que el CAATEEB pone a su alcance para apoyarlos en su día a día profesional. Todo ello se completa con una presencia activa en las redes sociales.
- Actividades culturales y sociales: el CAATEEB organiza a lo largo del año diversos actos sociales -uno de los más relevantes es la Noche de la Construcción-, acciones culturales -como conferencias, programa de exposiciones, salidas culturales o la Bienal Colectiva de Arte, entre otros- y actividades lúdicas y deportivas, también para toda la familia.
- Entidades de servicios relacionadas:
  - Área Building School: plataforma de formación en línea para todos los profesionales de la edificación, creada conjuntamente con el Colegio de Aparejadores de Madrid y avalada por el Consejo General de Arquitectura Técnica en España. Ofrece formación en áreas de aprendizaje de carácter técnico, de gestión, peritaje y rehabilitación, entre otros.
  - Correduría de Seguros: a través de ASP Correduría, los colegiados disponen de diferentes tipos de seguros, tanto para el ámbito profesional como personal. La Correduría de Seguros del Colegio informa, asesora y gestiona las peticiones relacionadas con la póliza de responsabilidad civil y de otros seguros. Nacida dentro de la institución y orientada a los colegiados, vela para cubrir toda la actividad de los colegiados desde el punto de vista de las competencias que le son propias.
  - Agencia de Certificación Profesional (ACP): promovida también por los Colegios de Aparejadores de Barcelona y Madrid, con el apoyo del Consejo General de la Arquitectura Técnica de España (CGATE), la Agencia de Certificación Profesional es la primera entidad independiente que se encarga de emitir un sello distintivo bajo la ISO 17024, que acredita la calidad, la competencia y la capacidad de un profesional del sector de la edificación en España. Este certificado permite a los profesionales mejorar su competitividad en el mercado local, ampliar las áreas de especialización y optar a trabajos en mercados internacionales que necesitan una certificación profesional. Surgida debido a la demanda de nuevos perfiles profesionales en un entorno liberalizado y muy competitivo, se presentó el 27 de noviembre de 2014 e implica más de 50.000 profesionales.

#### Servicios al ciudadano
Contribuir a mejorar la calidad de vida de los ciudadanos es otro de los objetivos del CAATEEB a través de las siguientes actuaciones:
- Puertas abiertas a la ciudadanía
- Ejerce el control técnico de proyectos por encargo de las administraciones
- Cuenta con una amplia bolsa de profesionales de calidad
- Informa y asesora desde el Servicio Vivienda
- Pone a su alcance la página web El aparejador, el técnico de cabecera, donde obtienen información sobre la profesión, conocen aspectos que afectan o pueden afectar a su vivienda y les permite encontrar un técnico para hacerlo cargo.

Como técnico de cabecera, y por encargo de las comunidades de propietarios, el aparejador se ocupa de la conservación, mantenimiento y calidad de la construcción de las viviendas alargando su vida y asegurando la de sus ocupantes:
- Hace un diagnóstico del estado de conservación de los edificios e informa sobre las medidas necesarias, si es necesario, para corregir las anomalías que detecten.
- Dirige y gestiona las obras para mantener los edificios en buenas condiciones de uso, planificando las reparaciones necesarias.
- Adecua los edificios con los requisitos legales de cada momento y gestiona las autorizaciones y tramitaciones administrativas necesarias para cada actuación con las administraciones, con otras empresas suministradoras y otras entidades.
- Evalúa la adecuación ambiental y las condiciones de eficiencia energética y de accesibilidad.
- Informa y valora la situación del edificio a los efectos jurídicos y urbanísticos.

## Sede central y delegaciones territoriales
La sede central del Colegio está situada al número 5 de la calle del Bon Pastor de Barcelona. La fachada del edificio incorpora desde 1993 una obra del poeta y artista visual Joan Brossa Cuervo, denominada “Poema visual de una fachada”. Se trata de un saltamontes de acero de siete metros de largo y tres toneladas de peso, realizado por el pintor y diseñador Josep Pla-Narbona, y que se complenta con una lluvia de las 50 letras de colores que, de manera arbitraria, dibuja el nombre entero del colegio en la cara frontal de la sede partiendo de la letra "a", inicial que encabeza el nombre de la profesión de los que son miembros. Una simbología, la del saltamontes, recuperada de la cosmología indígena mexicana donde el "chapulín" es símbolo de sabiduría y elegida voluntariamente por Brossa para rendir homenaje al colectivo de aparejadores y de arquitectos técnicos.
Los escultores Carmen de la Calzada y Jaume Barrera son los autores de la Escultura de luz, inaugurada en 1998 como homenaje al artista Joan Brossa, situada en la zona peatonal de la calle del Bon Pastor de Barcelona. Se trata de una combinación de colores, luces y sombras producidas por una serie de focos colocados a lo largo de la calle.
En cuanto a las delegaciones, 

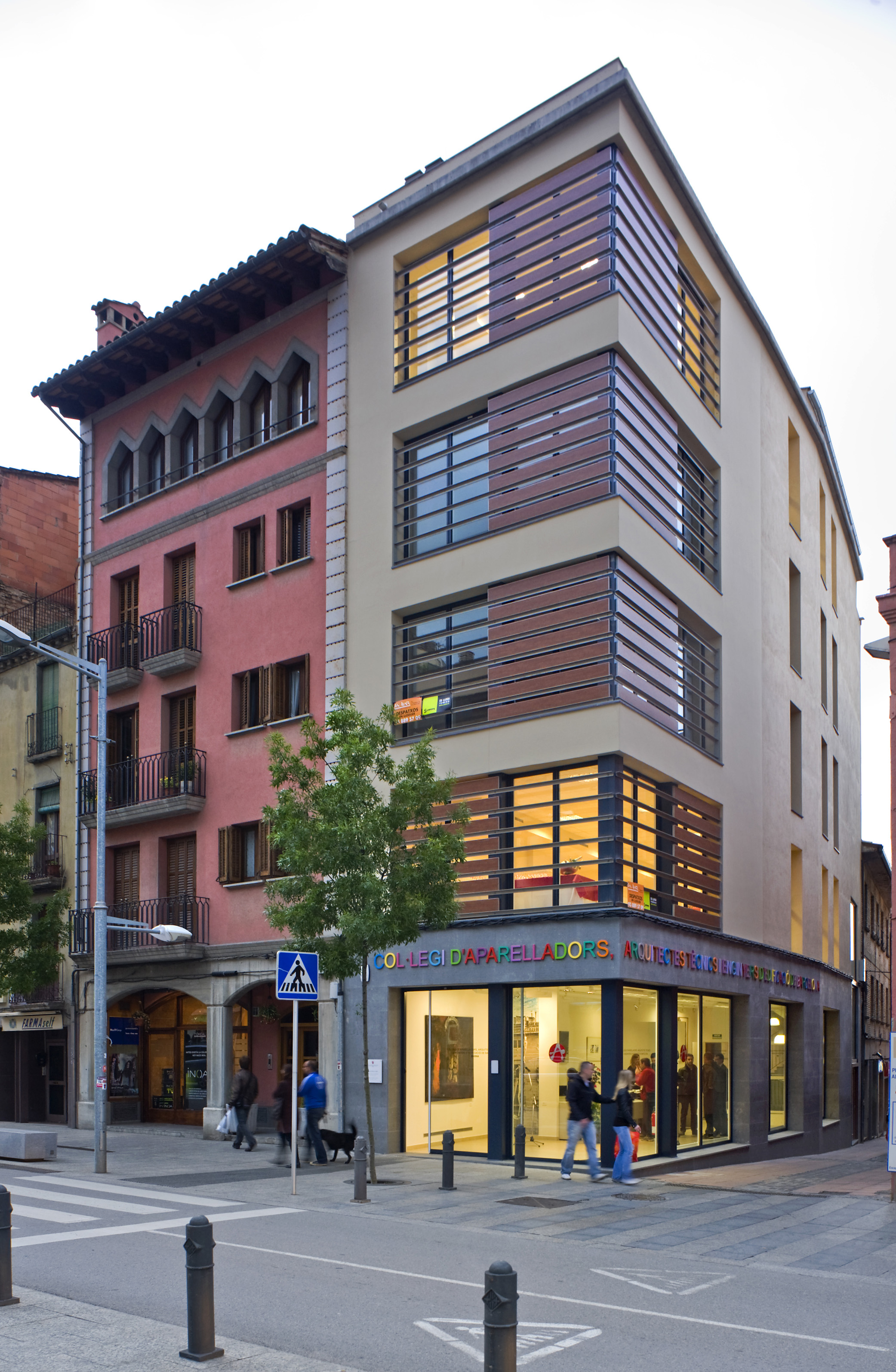
Delegación de osona-Moyanés, en Vic. la primera en fundarse, en 1987.

- la primera que se creó fue, en 1987, la Delegación de Osona (Osona-Moyanés, desde 2015), con sede en Vich, si bien mucho antes se inauguró oficialmente como oficina, el 2 de diciembre de 1974.
- La segunda a abrir las puertas fue la Delegación del Bages-Berguedà, en Manresa, el 20 de diciembre de 1988. Actualmente, también representa los profesionales de la comarca de la Anoia.
- El despliegue territorial se amplió dos años después con la creación de la Delegación del Vallès Oriental, en Granollers, inaugurada el 18 de octubre de 1990.
- La Delegación del Vallés Occidental se abrió el 12 de diciembre de 1991, en Tarrasa.
- El año 2007, la descentralización continuó y nació la Delegación del Maresme en Mataró.
- La última delegación en abrirse la Delegación de la Alto Penedés-Garraf, el 2012, con sede en Villafranca del Panadés.

### Restos romanos en la delegación de Mataró
En la plaza de Can Xammar de Mataró se encuentra lo que se ha conservado de los restos de unos edificios que alojaban los baños públicos de la antigua ciudad romana de Iluro, una zona de ocio donde los mataronenses entonces hablaban de política y de la vida cotidiana. En el pavimento de la plaza están señalizadas algunas de las dependencias del complejo termal y el mosaico de una de ellas. La delegación del Maresme del Colegio, ubicada en esta plaza, muestra un tramo de un conducto que debía distribuir aguas a diferentes dependencias de los baños públicos.